# Calanthe saccata
Calanthe saccata är en orkidéart som beskrevs av Johannes Jacobus Smith. Calanthe saccata ingår i släktet Calanthe och familjen orkidéer.
Artens utbredningsområde är Moluckerna. Inga underarter finns listade i Catalogue of Life.